# Königlich Schwedische Musikakademie

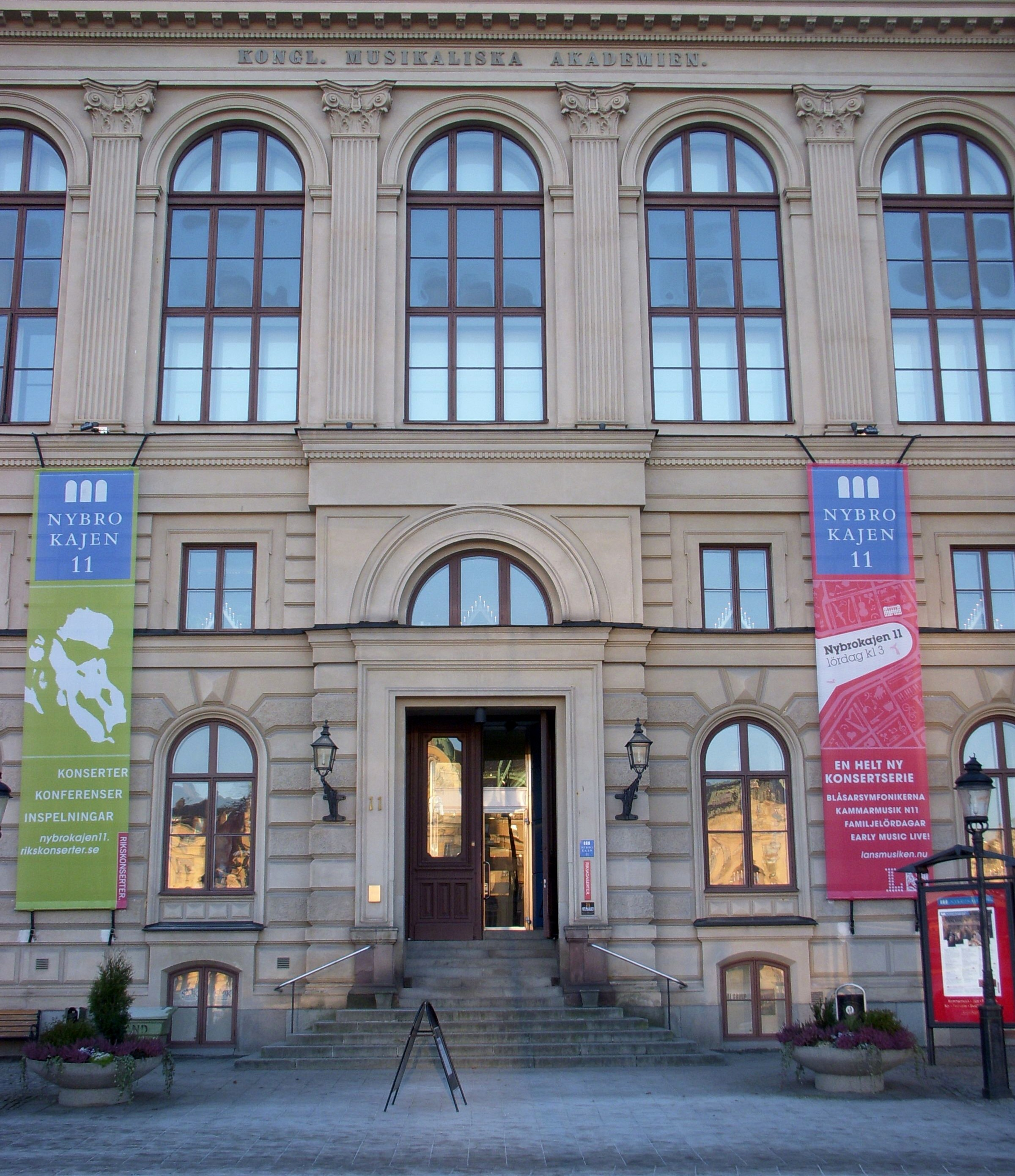
Früheres Haus der Königlich-Schwedischen Musikakademie (Kungl. Musikaliska Akademien)

Die Königlich Schwedische Musikakademie (schwedisch Kungliga Musikaliska Akademien, kurz KMA) ist eine im Jahr 1771 durch König Gustav III. gegründete königliche Akademie in Stockholm, Schweden. Die Akademie ist eine staatlich unabhängige Einrichtung, welche sowohl die künstlerische Erziehung als auch die wissenschaftliche und kulturelle Entwicklung von Musik fördert. Bis 1971 fungierte die Akademie auch als Musikhochschule.

## Geschichte
1866 wurde die Einrichtung aufgrund des erteilten Musikunterrichts als Konservatorium benannt. 1877 konnte die Akademie und Konservatorium ein neues Gebäude am Nybrokajen in Besitz nehmen, das einen großen Saal enthielt (Musikaliska akademiens stora sal). Architekt war Johan Fredrik Åbom.
1941 wurde die Bezeichnung Konservatorium abgeschafft; die Einrichtung wurde zur Königlichen Musikhochschule (Kungliga musikhögskolan, kurz KMH). In den 1950er Jahren wurde die Musikhochschule in einen Neubau am Valhallavägen verlegt. 1971 wurde organisatorisch die Akademie von der Musikhochschule getrennt. 1981 wurde auch die Bibliothek abgespalten und 1998 fand ein Umzug statt. Die Akademie hat seitdem ihren Sitz am Blasieholmstorg. Das alte Gebäude wurde privatisiert, aber von der Musikszene weitergenutzt und Nybrokajen 11 genannt, danach Musikaliska.

### Präsidenten
seit 1963
- seit 2015 Susanne Rydén
- 2013–2015 Gustaf Sjökvist
- 2008–2012 Kjell Ingebretsen
- 2003–2006 Gunnar Petri
- 1989–2003 Anders R. Öhman
- 1977–1988 Hans Nordmark
- 1963–1976 Seve Ljungman

### Ständige Sekretäre
- seit 2012 Tomas Löndahl
- 2001–2011 Åke Holmquist
- 1990–2001 Bengt Holmstrand
- 1973–1990 Hans Åstrand
- 1971–1973 Gunnar Larsson
- 1953–1971 Stig Walin
- 1940–1953 Kurt Atterberg
- 1918–1940 Olallo Morales
- 1901–1918 Karl Valentin
- 1876–1901 Vilhelm Svedbom
- 1875–1876 Anders Åbergsson
- 1860–1875 Johan Peter Cronhamn
- 1841–1860 Erik Drake af Hagelsrum
- 1797–1840 Pehr Frigel
- 1777–1797 Carl Fredrik Muller
- 1772–1777 Gudmund Jöran Adlerbeth
- 1771–1772 Magnus Adlerstam